# Тулагино-Кильдямский наслег
Тулагино-Кильдямский наслег (якут. Тулагы-Киллэм нэһилиэгэ) — сельское поселение (сельский округ) в Якутии Российской Федерации. Входит в состав города республиканского значения (городского округа) Якутска. Центр наслега — село Тулагино.
Расположен на левом берегу р. Лены, на 25 км ниже от г. Якутска.
На территории наслега занимаются сельскохозяйственным производством 22 крестьянских хозяйства, 5 сельскохозяйственных кооперативов и 1078 ЛПХ. Основное производство — молочное скотоводство, мясное и табунное коневодство, овоще- и картофелеводство.
Общая площадь территорий наслега составляет 11 038 га, из них площадь земель сельскохозяйственного назначения 8 341 га, земли населенных пунктов — 2 697 га.

## Населённые пункты
| № | Населённый пункт | Тип  | Население |
| - | ---------------- | ---- | --------- |
| 1 | Капитоновка      | село | ↘418      |
| 2 | Кильдямцы        | село | ↘291      |
| 3 | Сырдах           | село | ↗984      |
| 4 | Тулагино         | село | ↗2205     |

В некоторых документах в числе населённых пунктов значится также Радиостанция (отсутствует в ОКАТО и ОКТМО).